# Nielsen-Transformation
In der Mathematik sind Nielsen-Transformationen ein wichtiges Hilfsmittel der kombinatorischen Gruppentheorie, sie sind nach dem Mathematiker Jakob Nielsen benannt.

## Definition
Sei {\displaystyle G} eine Gruppe und {\displaystyle (g_{1},\ldots ,g_{n})} ein geordnetes n-Tupel von Elementen aus {\displaystyle G}. Eine elementare Nielsen-Transformation ist eine der folgenden drei Typen von Ersetzungen:
- Für ein {\displaystyle i\in \left\{1,\ldots ,n\right\}} ersetze {\displaystyle g_{i}} durch {\displaystyle g_{i}^{-1}}.
- Für zwei {\displaystyle i\not =j\in \left\{1,\ldots ,n\right\}} vertausche {\displaystyle g_{i}} und {\displaystyle g_{j}}.
- Für zwei {\displaystyle i\not =j\in \left\{1,\ldots ,n\right\}} ersetze {\displaystyle g_{i}} durch {\displaystyle g_{i}g_{j}}.

Eine Nielsen-Transformation ist eine Folge endlich vieler elementarer Nielsen-Transformationen. Zwei geordnete Tupel heißen Nielsen-äquivalent, wenn sie durch eine Nielsen-Transformation auseinander hervorgehen.

## Anwendungen

### Erzeugendensysteme freier Gruppen
Sei {\displaystyle F_{n}} die freie Gruppe mit {\displaystyle n} Erzeugern {\displaystyle x_{1},\ldots ,x_{n}}. Dann hat jedes minimale Erzeugendensystem {\displaystyle n} Elemente und ein {\displaystyle n}-Tupel {\displaystyle g_{1},\ldots ,g_{n}} ist genau dann ein Erzeugendensystem von {\displaystyle F_{n}}, wenn die geordneten Tupel {\displaystyle (x_{1},\ldots ,x_{n})} und {\displaystyle (g_{1},\ldots ,g_{n})} Nielsen-äquivalent sind.

### Erzeugendensysteme von Flächengruppen
Sei {\displaystyle \pi _{1}S_{g}=\langle a_{1},b_{1},\ldots ,a_{g},b_{g}\mid \Pi _{i=1}^{g}\left[a_{i},b_{i}\right]=1\rangle } die Flächengruppe vom Geschlecht {\displaystyle g}. Dann hat jedes minimale Erzeugendensystem {\displaystyle 2g} Elemente und ein {\displaystyle 2g}-Tupel {\displaystyle h_{1},\ldots ,h_{2g}} ist genau dann ein Erzeugendensystem von {\displaystyle \pi _{1}S_{g}}, wenn die geordneten Tupel {\displaystyle (a_{1},b_{1},\ldots ,a_{g},b_{g})} und {\displaystyle (h_{1},\ldots ,h_{2g})} Nielsen-äquivalent sind.